# Hiyadilis Melo
Hiyadilis Melo Núñez (ur. 22 lipca 1991) – dominikańska lekkoatletka, tyczkarka.

## Rekordy życiowe
- Skok o tyczce (stadion) – 3,52 (2013) rekord Dominikany[2]